# Котяча акула білувата
Котяча акула білувата (Apristurus albisoma) — акула з роду Чорна котяча акула родини Котячі акули.

## Опис
Загальна довжина становить 59,6 см. Голова довга. Морда сильно витягнута й загострена на кінці. Очі маленькі, вузькі на кшталт котячих, відстань між якими у 2,7-3,6 рази більша від діаметра самого ока. Очі наділені мигальною перетинкою. Губна борозна на верхній губі дорівнює борозні на нижній або дещо коротша. Рот широкий, довгий. Зуби обох щелеп однакові за формою та розміром. Зуби мають 3 верхівки, з яких центральна висока й шилоподібна, а бокові — маленькі. У неї 5 пар зябрових щілин. Тулуб кремезний, шкіра в'яла. Кількість спіралей шлункового клапана складає 6-10. Має 2 невеличких спинних плавці, що сильно зміщені до хвостової частини тіла. Задній спинний плавець трохи більший за передній. Розташований дещо позаду дуже широкого анального плавця. Хвіст довгий та тонкий. Нижня лопать хвостового плавця велика та широка., верхня лопать — вузька та тонка.
Забарвлення однотонне: темно-коричневе з білуватим відливом. За це отримала свою назву.

## Спосіб життя
Тримається на глибинах від 935 до 1564 м. Воліє до глибоководних районів, острівних схилів, підводних гір. Малорухлива акула, зазвичай плаває поволі між гірських утворень. Полює переважно біля дна, є бентофагом. Живиться переважно креветками, глибоководними кальмарами.
Статева зрілість настає при розмірах 40-50 см. Це яйцекладна акула.
Не є об'єктом вилову.

## Розповсюдження
Мешкає біля Нової Каледонії, зустрічається в області підводних хребтів Норфолк та Лорд-Хау.